# Hilton Beach
Hilton Beach är en ort i Kanada.   Den ligger i provinsen Ontario, i den sydöstra delen av landet, 600 km väster om huvudstaden Ottawa. Hilton Beach ligger 242 meter över havet och antalet invånare är 145.
Terrängen runt Hilton Beach är platt. Runt Hilton Beach är det mycket glesbefolkat, med 2 invånare per kvadratkilometer.. Närmaste större samhälle är Bruce Mines, 8,5 km nordost om Hilton Beach. 